# 第3次ヴァル・ファジュル作戦
第3次ヴァル・ファジュル作戦（だいさんじヴァル・ファジュルさくせん）は、イラン・イラク戦争中、イラン軍によるイラン・メヘランに対する攻勢作戦である。

## 概要
イラン軍は、イーラーム州の失地回復とバスラ街道を遮断すべく作戦した。

## 攻撃第1波
1983年7月30日早朝、イラン軍は作戦発起した。31日末にはメヘラン北西2kmの高地を奪取、塹壕戦となり両軍対峙した。8月6日、遂にイラク軍が逆襲に転じ攻撃は停滞した。

## 攻撃第2波
8月8日夜、今度はメヘラン郊外の高地群に対して攻撃を開始。イラク軍2個旅団に打撃を与えた後、攻撃発起点に戻ったという。イラク空軍はギーラーン・カルブに対し空爆を敢行、後方兵站基地を攻撃したが民間人450人が死亡した。